# Světový pohár v biatlonu 2016/2017 – Oberhof
4. podnik Světového poháru v biatlonu v sezóně 2016/17 probíhal od 5.  do 8. ledna 2017 v německém Oberhofu. Na programu podniku byly závody ve sprintech, stíhací závody a závody s hromadným startem.

## Program závodů
Oficiální program:
| Datum    | Disciplína                     | Začátek (SEČ) | Počet závodníků |
| -------- | ------------------------------ | ------------- | --------------- |
| 5. ledna | Sprint (muži)                  | 14:15         | 103             |
| 6. ledna | Sprint (ženy)                  | 14:15         | 90              |
| 7. ledna | Stíhací závod (muži)           | 11:30         | 57              |
| 7. ledna | Stíhací závod (ženy)           | 14:40         | 57              |
| 8. ledna | Závod s hromadným startem muži | 12:35         | 30              |
| 8. ledna | Závod s hromadným startem ženy | 14:40         | 30              |

## Průběh závodů

### Sprinty
V závodu mužů se Michalu Šlesingrovi podařilo po roce vystoupit na stupně vítězů. Za měnícího se větru, kdy pouze dva závodníci ze 103 zasáhli všech deset terčů, zastřílel položku vleže čistě a odjížděl z ní na průběžném prvním místě. Brzy se však před něj dostal o dvě sekundy Martin Fourcade, který svůj náskok na ostatní navýšil před střelbou vstoje na deset sekund. Při ní však udělal tři chyby, a přestože i v posledním kole běžel velmi rychle, do cíle dojel na osmém místě. Tím ukončil sérii pěti individuálních vítězství za sebou. Michal Šlesingr mezitím odstřílel druhou položku jen s jednu chybou, čímž se dostal do čela průběžného pořadí, a protože poslední kolo projel nejrychleji ze všech, přijel do cíle jako první. Na trati však v té době bylo ještě mnoho kvalitních závodníků; všichni však dojížděli do cíle minimálně o půl minuty za Šlesingrem. Jedinou výjimkou byl Julian Eberhard z Rakouska, který o několik sekund rychleji běžel i střílel, a protože minul také jen jeden terč, zvítězil nakonec s více než desetisekundovým náskokem před druhým Šlesingrem. Z dalších českých reprezentantů překvapil především Adam Václavík, který rozjel závod rychle a díky první čisté střelbě byl průběžně třetí. Při druhé však udělal dvě chyby a navíc už běžel pomaleji. Přesto dokončil na 17. místě, což znamenalo jeho nejlepší umístění ve světovém poháru a také první bodový zisk. Podle trenéra Michala Málka předvedl „v tak nabité konkurenci famózní výsledek“. O dvě místa hůře se umístil Ondřej Moravec a o další dvě Michal Krčmář, oba s celkově dvěma chybami na střelnici. Jaroslav Soukup se čtyřmi chybami dojel na 71. pozici.
Při sprintu žen byl s velkým zájmem očekáván návrat Bělorusky Darji Domračevové, která nastoupila do závodu po mateřské přestávce po téměř dvou letech. Naopak nestartovala vedoucí závodnice světového poháru Laura Dahlmeierová, která se podle svých slov chtěla soustředit na přípravu před mistrovstvím světa. Závodu se nezúčastnila také Veronika Vítková, která o Vánocích léčila chřipku a teprve se vracela k tréninku. České biatlonistky proto po dlouhé době nastoupily pouze ve čtyřech. S číslem 1 vyjela na trať Gabriela Soukalová. Zahájila rychlým během, ale vleže střílela dlouho – jednu ráno o několik sekund odložila; zasáhla však všechny terče. V druhém kole běh ještě zrychlila. Při střelbě vstoje střílela také velmi čistě, navíc rychleji. Závod zakončila dalším velmi rychlým kolem. „Gabča předvedla perfektní výkon, napínala nás při ležce, ta byla dost dlouhá. Ale bylo to od ní parádní,“ ocenil její výkon trenér Zdeněk Vítek. Rychleji než Koukalová však běžely Francouzka Marie Dorinová Habertová a Kaisa Mäkäräinenová z Finska. Obě zastřílely vleže čistě a do druhého kola odjížděly s čtvrtminutovým náskokem na Koukalovou. Mäkäräinenová jej pak ještě zvýšila, ale vstoje dvakrát chybovala. Dorinová Habertová zde minula jen jeden terč, Mäkäräinenová však zaběhla nejrychlejší poslední kolo a dostala se na druhé místo. Francouzka dokončila závod jako třetí. Ostatním českým závodnicím se nedařilo. Výkon Evy Puskarčíkové byl ovlivněný nachlazením z minulého týdne - měla sice nejrychlejší střelecký čas, ale s dvěma chybami na střelnici a pomalým během skončila až na 42. pozici. Jessica Jislová, která se do světového poháru vrátila po téměř deseti měsících, obsadila se čtyřmi chybami 77. místo, Lucie Charvátová s šesti chybami dojela o dvě místa před ní.

### Stíhací závody
Do závodu mužů, který probíhal za mrazu −12 °C a silného větru, vystartoval Michal Šlesingr jako druhý. První položku vleže zastřílel stejně jako ostatní čeští reprezentanti i většina závodníků v čele čistě. Při druhé udělal jednu chybu, ale běžel rychle a ke třetí střelbě přijížděl ve vedoucí skupině spolu s dalšími šesti biatlonisty. Při ní udělal dvě chyby, ale většině nejbližších soupeřů se nevedlo lépe, a tak odjížděl na čtvrtém místě. Při poslední střelbě vstoje vítr zesílil; Šlesingr rány odkládal a střílel velmi dlouho (přes minutu), přesto nezasáhl tři terče. Ocitl se na 11. místě, ale v posledním kole předjel čtyři soupeře a v cíli skončil sedmý. Z dalších českých reprezentantů se zpočátku dařilo Adamu Václavíkovi, který průběžně jel desátý. Vstoje však udělal čtyři a dvě chyby a závod dokončil na 33. místě. Ondřej Moravec udělal na střelnici jen dvě chyby, ale pomalu střílel a hlavně běžel. Dojel na 21. pozici, Michal Krčmář se čtyřmi chybami o sedm míst za ním. Zvítězil Francouz Martin Fourcade, který si od třetí střelby udržoval na čele jasný náskok. Podobně jistě jel druhý Arnd Peiffer z Německa. Bojovalo se jen o třetí místo, kdy v posledních stovkách metrů Emil Hegle Svendsen předjel Dominika Windische, ten však v cílové rovině zasprintoval a dostal se před Svendsena. O měnících se povětrnostních podmínkách svědčí např. výsledek vítěze předchozího sprintu Juliana Eberharda z Rakouska, který se až do poslední střelby udržoval v boji o medaile, ale při ní nezasáhl ani jeden terč a dojel devatenáctý.
Stíhací závod žen ovládly Gabriela Soukalová, Marie Dorinová Habertová a Kaisa Mäkäräinenová. Od začátku si s výjimkou krátkého úseku po první střelecké položce udržovaly odstup od ostatních biatlonistek. Zpočátku vedla Koukalová, která využila nejen svůj náskok na startu, ale taky celkově nejrychlejší běh ze všech závodnic. Vleže střílela vždy čistě, i když zvláště při druhé střelbě měla štěstí, když se několik jejích střel otřelo o hranu terče. Trenér Vítek po závodě uznal: „Gábina měla štěstí.“ Na první střelbě vstoje však jednou netrefila a o pět sekund se před ní dostala Dorinová Habertová. Ta při poslední zastávce na střelnici udělala jednu chybu a do posledního kola vyjížděla s náskokem téměř půl minuty na Koukalovou, která nezasáhla dva terče. Obě si tak jely s jistotou pro první a druhé místo v cíli, protože Mäkäräinenová udělala při poslední střelbě také dvě chyby a odjížděla více než minutu za vedoucí závodnicí. Koukalová získala díky druhému místu 54 bodů a dostala se tak na první místo v celkovém pořadí světového poháru před Lauru Dahlmeierovou, která v Oberhofu nestartovala. Z českých reprezentantek se do závodu probojovala už jen Eva Puskarčíková. Při střelbě byla sice opět jedna z nejrychlejších, ale se sedmi chybami, z toho pěti vleže, nedokázala svoji startovní pozici výrazně vylepšit a dojela na 36. místě.

### Závody s hromadným startem
Z českých reprezentantů se tento závod, který se oproti předcházejícím dnům jel za mlhy, mírných mrazů a jen slabého větru, vydařil Michalu Krčmářovi, který se potřetí v této sezoně dostal do první desítky. Po první čisté střelbě jel ve vedoucí skupině, ale při druhé zastávce na střelnici nezasáhl dva terče. „Možná za to mohla nějaká má zbrklost, protože obě rány byly kalibrové, nic divokého, jen prostě nespadly," komentoval to po závodě. Rychlým během si svoji pozici neustále zlepšoval a závod s celkově třemi nezasaženými terči dokončil jako devátý. Ondřej Moravec udělal na střelnici také celkem tři chyby a při pomalejším běhu dojel nakonec na 13. místě. Závod se nepodařil Michalu Šlesingrovi, který při první střelbě udělal tři chyby a když při třetí přidal další tři, skončil poslední. Oproti mnoha předcházejícím závodům, kde Martin Fourcade vyjížděl do posledního kola s jasným náskokem, se zde závodilo až do posledních metrů. Po poslední střelbě odjížděla spolu skupinka pěti závodníků, v ní se Fourcade brzy dostal do čela a začal ostatním ujíždět. Držet se ho dokázal jen Simon Schempp. Tato dvojce si vypracovala pětisekundový náskok, ale v posledním sjezdu k cíli je dojel další domácí reprezentant Erik Lesser. Schempp s malým náskokem, ale jistě zvítězil, navíc Lesser ještě dokázal v cílové rovině zasprintovat a dojel ve stejném čase jako Fourcade, ale s nepatrným náskokem před ním.
Závod žen skončil velkým úspěchem českých reprezentantek. Probojovaly se do něj sice jen ve dvou, ale od začátku se udržovaly v čelní skupině. Gabriela Soukalová střílela poprvé sice pomalu, ale čistě a odjížděla osmá, těsně před stejně bezchybnou Evou Puskarčíkovou. Ve vedoucí skupině se udržovala i Němka Laura Dahlmeierová, která nastoupila po dvou absencích způsobených nachlazením.  Podruhé vleže byly české biatlonistky opět bezchybné, Koukalová se dostala do čela a Puskarčíková vedla druhou skupinu s odstupem přes čtvrt minuty. Při pravení střelbě vstoje střílely Koukalová i Puskarčíková opět bezchybně, a když Dahlmeierová nezasáhla jeden terč, odjížděly na prvních dvou místech. Němka však Puskarčíkovou brzy předjela. Když při poslední střelbě zastřílely obě čistě, jela si Koukalová s více než půlminutovým náskokem tak získala svoje 14. vítězství v závodech světového poháru. Dahlmeierová na druhém místě sice vyjížděla jen s pětisekundovým náskokem na Puskarčíkovou, ale ta už zrychlit nedokázala. Přesto pro ni třetí místo znamenalo druhé stupně vítězů v její kariéře. „Úplně super, obrovská obrovská euforie. Bylo to senzační,“ nešetřil superlativy k výkonu obou českých biatlonistek trenér ženské reprezentace Zdeněk Vítek.
Čtvrtým místem v cíli překvapila Galina Višněvská z Kazachstánu, která se s jen jednou chybou na střelnici stále zlepšovala a v posledním okruhu dokázala předjet i zkušenou Franzisku Hildebrandovou z Německa. Nejlepšího běžeckého času dosáhla v tomto závodě podobně jako v mnoha předchozích Kaisa Mäkäräinenová, ale se sedmi nezasaženými terči dojela až na 8. místě. O šest pozic za ní skončila druhá nejrychlejší běžkyně závodu a další favoritka Marie Dorinová Habertová, když nezasáhla stejný počet terčů.

## Pořadí zemí
| Pořadí | Země     | 1. místo | 2. místo | 3. místo | Celkově |
| ------ | -------- | -------- | -------- | -------- | ------- |
| 1.     | Česko    | 2        | 2        | 1        | 5       |
| 2.     | Francie  | 2        | 0        | 2        | 4       |
| 3.     | Německo  | 1        | 3        | 0        | 4       |
| 4.     | Rakousko | 1        | 0        | 0        | 1       |
| 5.     | Finsko   | 0        | 1        | 1        | 2       |
| 6.     | Itálie   | 0        | 0        | 2        | 2       |
|        | Celkem   | 6        | 6        | 6        | 18      |

## Umístění na stupních vítězů

### Muži
| Disciplína                        | První místo     | Výkon             | Druhé místo     | Výkon             | Třetí místo      | Výkon             |
| Sprint (10 km)                    | Julian Eberhard | 27:26,8 (1+0)     | Michal Šlesingr | 27:37,6 (0+1)     | Dominik Windisch | 28:07,1 (0+1)     |
| Stíhací závod (12,5 km)           | Martin Fourcade | 36:45,7 (0+1+0+0) | Arnd Peiffer    | 37:55,6 (0+0+1+2) | Dominik Windisch | 38:18,1 (0+0+3+2) |
| Závod s hromadným startem (15 km) | Simon Schempp   | 38:30,9 (0+0+1+0) | Erik Lesser     | 38:31,3 (0+0+0+1) | Martin Fourcade  | 38:31,3 (0+0+2+0) |

### Ženy
| Disciplína                          | První místo              | Výkon             | Druhé místo         | Výkon             | Třetí místo              | Výkon             |
| Sprint (7,5 km)                     | Gabriela Soukalová       | 22:28,5 (0+0)     | Kaisa Mäkäräinenová | 22:49,8 (0+2)     | Marie Dorinová Habertová | 22:52,5 (0+1)     |
| Stíhací závod (10 km)               | Marie Dorinová Habertová | 34:33,3 (1+0+0+1) | Gabriela Soukalová  | 35:12,1 (0+0+1+2) | Kaisa Mäkäräinenová      | 35:52,4 (1+0+1+2) |
| Závod s hromadným startem (12,5 km) | Gabriela Soukalová       | 37:20,5 (0+0+0+0) | Laura Dahlmeierová  | 37:52,0 (0+0+1+0) | Eva Puskarčíková         | 38:05,9 (0+0+0+0) |